# 主题备用名称

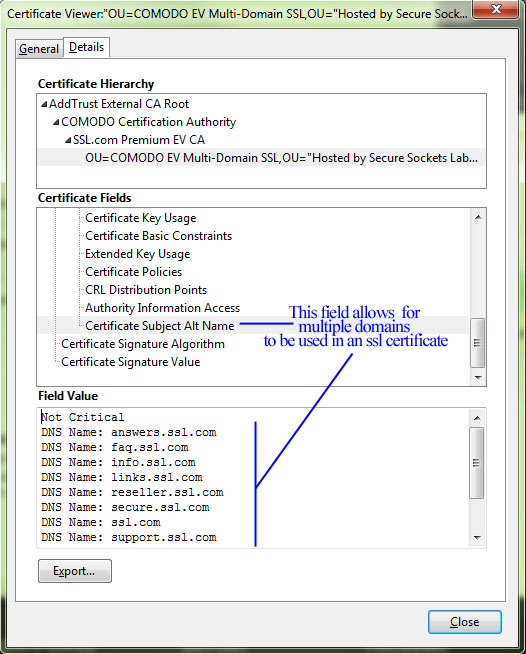
以https://www.ssl.com 的EV证书为例，当前查看主题备用名称字段。

主题备用名称（Subject Alternative Name，缩写SAN）是一项对X.509的扩展，它允许在安全证书中使用subjectAltName字段将多种值与证书关联，这些值被称为主题备用名称。名称可包括：
- 电子邮件地址
- IP地址
- 统一资源标志符（URI）
- DNS名称（通常也在主证书的主题字段中提供为公共名称RDN。）
- 目录名称（主题中唯一名称的备用名称）
- 其他通用名称，在已注册的[3]对象标识符后提供一个值。